# Tập hợp (toán học)

Một tập hợp hình đa giác trong một biểu đồ Euler

Tập hợp các số thực (R), bao gồm các số hữu tỷ (Q), các số nguyên (Z), các số tự nhiên (N). Các số thực cũng bao gồm các số vô tỷ (R \ Q).

Trong toán học, một tập hợp là một bộ các phần tử. Các phần tử tạo nên một tập hợp có thể là bất kỳ loại đối tượng toán học nào: số, ký hiệu, điểm trong không gian, đường thẳng, các hình dạng hình học khác, các biến hoặc thậm chí các tập hợp khác. Tập hợp không có phần tử nào là tập hợp rỗng; một tập hợp với một phần tử duy nhất là một đơn điểm. Một tập hợp có thể có một số phần tử hữu hạn hoặc là một tập hợp vô hạn. Hai tập hợp bằng nhau khi và chỉ khi chúng có chính xác các phần tử giống nhau.
Tập hợp có mặt khắp nơi trong toán học hiện đại. Thật vậy, lý thuyết tập hợp, cụ thể hơn là lý thuyết tập hợp Zermelo-Fraenkel, đã là phương pháp tiêu chuẩn để cung cấp nền tảng chặt chẽ cho tất cả các phân nhánh của toán học kể từ nửa đầu thế kỷ 20.

## Nguồn gốc

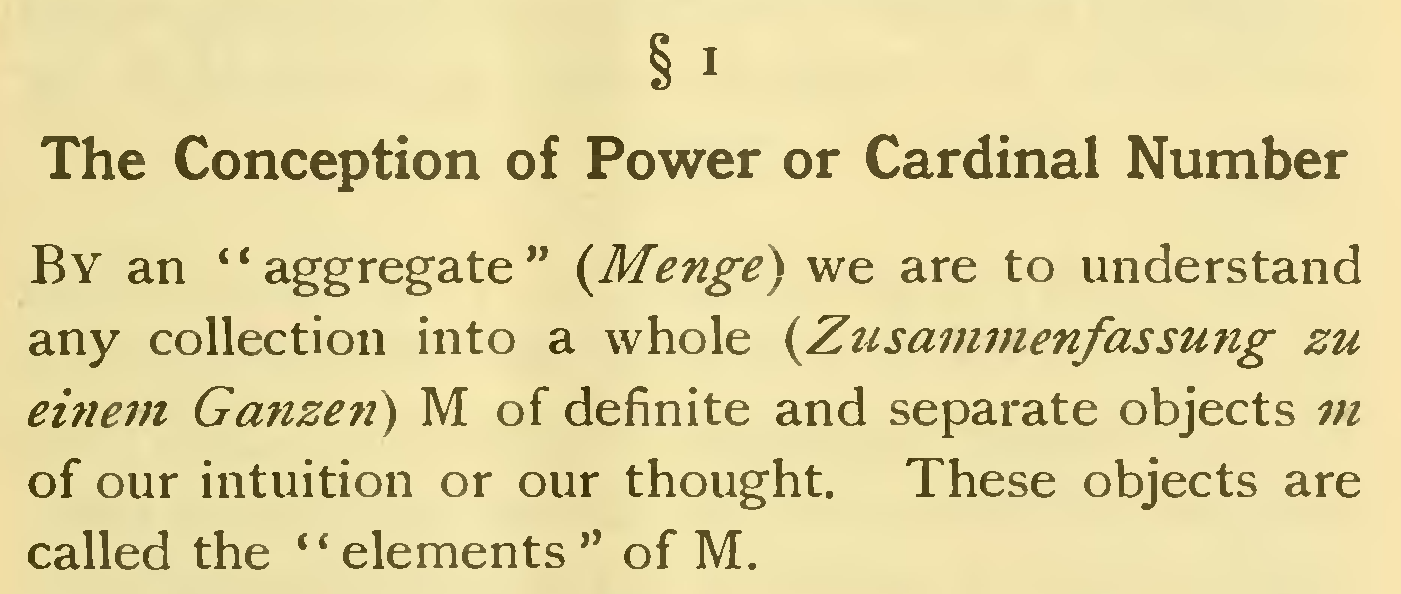
Đoạn văn có bản dịch từ định nghĩa gốc của Georg Cantor. Từ tiếng Đức Menge cho tập hợp được dịch với nghĩa aggregate ở đây.

## Sơ đồ Euler và sơ đồ Venn

## Các tập hợp số đặc biệt

Tập hợp các số tự nhiên ℕ được chứa trong tập số nguyên ℤ, ℤ được chứa trong tập số hữu tỷ ℚ, ℚ được chứa trong tập số thực ℝ, ℝ được chứa trong tập số phức ℂ

### Các định nghĩa

Phần bù của A trong B

## Lực lượng

Tập hợp A và tập hợp B có cùng lực lượng